# Родин, Василий Иванович
Василий Иванович Родин (17.07.1924 — 03.12.1954) — бригадир семеноводческого колхоза «Союз строителей» Ояшинского района Новосибирской области, Герой Социалистического Труда (29.05.1950).

## Биография
Родился 17 июля 1924 года в селе Станционно-Ояшинский (сейчас ‒ посёлок Мошковского района Новосибирской области) в крестьянской семье.
После окончания семилетней школы стал работать на сортоучастке колхоза «Союз строителей» села Балта Ояшинского (Мошковского) района.
После службы в армии — лаборант сортоучастка. С весны 1947 года — бригадир третьей бригады колхоза.
В 1949 году его бригада получила урожай волокна льна-долгунца 7,9 центнера и семян 8,8 центнера с гектара на площади 5 гектаров. Указом Президиума Верховного Совета СССР от 29 мая 1950 года «за получение высоких урожаев картофеля, волокна и семян льна-долгунца при выполнении колхозами обязательных поставок и контрактации по всем видам сельскохозяйственной продукции, натуроплаты за работу МТС в 1949 году и обеспеченности семенами всех культур в размере полной потребности для весеннего сева 1950 года» удостоен звания Героя Социалистического Труда с вручением Ордена Ленина и золотой медали Серп и Молот.
Умер 3 декабря 1954 года от сердечного приступа. Похоронен на кладбище села Балта Мошковского района.
Награждён орденом Трудового Красного Знамени, медалями.